# Stinoplus militaris
Stinoplus militaris är en stekelart som först beskrevs av Thomson 1878.  Stinoplus militaris ingår i släktet Stinoplus och familjen puppglanssteklar. Arten är reproducerande i Sverige. Inga underarter finns listade i Catalogue of Life.